# Scooby-Doo a samurajův meč
Scooby-Doo a samurajův meč (v anglickém originále Scooby-Doo! and the Samurai Sword) je americký animovaný komediální mysteriózní film o bojových uměních z roku 2009 a zároveň třináctý film ze série animovaných filmů natočených podle série Scooby-Doo. Od ledna 2014 se prodalo přes 524 725 kusů DVD.
Byl to poslední film ze série Scooby-Doo, v němž se jako hlas Shaggyho objevil Casey Kasem.

## Děj
Pomstychtivý Černý samuraj se svoji strašidelnou armádou duchů hodlá získat starobylý Meč osudu, který má nepředstavitelnou sílu. Zastavit se ho snaží známá skupina záhadologů. Aby se mohli těmto duchům postavit, musí nejprve projít samurajským výcvikem.

## Obsazení
- Casey Kasem jako Shaggy Rogers
- Frank Welker jako Scooby-Doo, Fred Jones, Kerry Kilpatrick, a Mad Dog Masimoto
- Mindy Cohn jako Velma Dinkley
- Grey DeLisle jako Daphne Blake, Sapphire Sonja
- Kelly Hu jako Miyumi, paní Mirimoto
- Sab Shimono jako pan Takagawa
- Keone Young jako Matsuhiro
- Kevin Michael Richardson jako Sojo / Černý samuraj
- Gedde Watanabe jako Kenji
- George Takei jako starý Samurai
- Brian Cox jako Zelený drak